# Crossoglossa acuminatissima
Crossoglossa acuminatissima är en orkidéart som beskrevs av Nog.-sav. och Germán Carnevali. Crossoglossa acuminatissima ingår i släktet Crossoglossa, och familjen orkidéer. Inga underarter finns listade i Catalogue of Life.